# Rețeaua Europeană Memorie și Solidaritate
Rețeaua Europeana Memorie și Solidaritate (REMS) a fost înființată în 2005, ca rezultat al unei inițiative comune, de către miniștrii culturii din Germania, Ungaria și Slovacia. România s-a alăturat rețelei în 2014,. 
Scopul Rețelei este de a documenta și de a promova cercetarea în domeniul istoriei europene a secolului XX, și felul în care aceasta este amintită. Domeniile de interes se dezvoltă în jurul regimurilor dictatoriale, războaielor, rezistenței împotriva oprimării. Rețeaua susține activitățile de cercetare, proiectele educationale și evenimentele promoționale prin intermediul unei rețele internaționale de cercetători și de instituții partenere. Toate deciziile legate de programe sunt luate de către organele REMS, organele internaționale de control ale Rețelei. 
Din 2010, proiectele rețelei sunt coordonate de către Secretariatului Rețelei Europene Memorie și Solidaritate, cu sediul în Varșovia. Intre 2010 și 2014, Secretariatul a fost afiliat cu Centrul Național pentru Cultură din Polonia. La începutul lui 2015, ministrul polonez al culturii și patrimoniului național, profesorul Małgorzata Omilanowska, a numit o nouă instituție culturală independentă numită Institutul Rețelei Europene Memorie și Solidaritate (Institute of European Network Remembrance and Solidarity).

## Activități și proiecte principale
Rețeaua implementează proiecte proprii și sprijină cu expertiză și financiar activitățile instituțiilor, ONG-urilor și centrelor de cercetare care se ocupă de problema comemorării. Obiectivele sunt realizate prin activități ca: organizarea de conferințe, simpozioane, de exemplu Simpozionul anual Memoria Europei, seminarii și ateliere științifice; realizarea de proiecte culturale de ex. expoziții (e.g. Freedom Express, Between Life and Death), spectacole, recenzii de film; editarea de publicații științifice și de popularizare a științei precum și traducerea lucrărilor existente; co-producția de filme,, și emisiuni de televiziune și de radio; sprijinirea cercetărilor științifice; popularizarea cunoștințelor istorice în mass-media tradițională și electronică.

### Simpozionul anual „Memoria Europei”
Simpozionul anual „Memoria Europei” este o întrunire anuală organizată de REMS. Scopul adunării este schimbul de experiențe și stabilirea unor metode și forme de cooperare între instituții din diferite țări. Reprezentanți ai instituțiilor istorice europene sunt invitați să dezbată provocările cu care se confrunta ideea Europei de cultură a comemorării, și a promova istoria secolului XX în special cea legată de dictatură. Primul simpozion a avut loc în Gdańsk în 2012. Edițiile următoare s-au desfășurat în Berlin (2013), Praga (2014), Viena (2015), Budapesta (2016), Bruxelles (2017) și București (2018). 

### Genealogiile Memoriei în Europa centrala și de est
Programul Genealogiile Memoriei (Genealogies of Memory) a fost inițiat de către REMS în 2011, pe baza unui concept dezvoltat de Dr Joanna Wawrzyniak si Dr Małgorzata Pakier. Scopul programului este de a facilita schimburile academice între cercetătorii din Europa centrală și de est, organizând în fiecare an conferințe internaționale și ateliere. 

### In Between?
'In Between?' este un proiect educațional interdisciplinar început în aprilie 2016. Participanții, în vârstă de 18 până 26 de ani, desfășoară activități de cercetare asupra istoriei orale la frontierele din Europa. Până în 2018, 18 regiuni de frontieră au fost acoperite.
In 2018, proiectul In Between? a primit o mențiune specială a Premiului European pentru Patrimoniu Cultural / Premiul Europa Nostra 2018.

## Organe ale REMS

### Comitetul de conducere
Comitetul de Conducere este cel mai important organ decizional al REMS. În cadrul lui intră coordonatorii REMS numiți de miniștrii culturii (sau de corespondenții lor). De regulă fiecare țară este reprezentată de o singură persoană, în cazuri speciale pot fi două persoane, însă la luarea deciziei, atunci când o problemă se supune la vot, țara respectivă dispune de un singur vot. Comitetul de Conducere decide strategia și proiectele realizate de Rețea.
În momentul de față în componența lui intră:
- Prof. Jan Rydel, Polonia (președinte a comitetului de conducere)
- Réka Földváryné Kiss, Ungaria
- Dr. Ján Pálffy, Slovacia
- Prof. Matthias Weber, Germania
- Dr Florin Abraham, România

### Consiliul consultativ
Consiliul Consultativ este un organ consultativ, compus din personalități de marcă ale lumii științifice, culturale și politice din țările membre REMS precum și din țările, care nu s-au hotărât încă pentru calitatea de membru deplin al REMS, însă sunt pregătite să o construiască. Sarcinile de bază ale Consiliului Consultativ sunt formularea sugestiilor referitoare la direcțiile generale de dezvoltare ale REMS într-o perspectivă medie și pe termen lung cât și reprezentarea Rețelei în exterior, în diferitele țări ale Rețelei precum și pe arena internațională. Membrii:
- Markus Meckel, Germania (președinte a consiliului consultativ)
- Ján Budaj, Slovacia
- Dr Stephan Eisel, Germania
- Prof. Josef Höchtl, Austria
- Prof. Gen. Mihail E. Ionescu, România
- Sandra Kalniete, Letonia
- Dr Zoltán Maruzsa, Ungaria
- Robert Kostro, Polonia
- Prof. Marcela Sălăgean, România
- Gentjana Sula, Albania
- Prof. László Szarka, Ungaria
- Prof. Kazimierz Michał Ujazdowski, Polonia

### Consiliul Științific
Consiliul Științific este un organ compus din oameni de știință recunoscuți din domeniul istoriei și științelor sociale. Sarcinile principale ale Consiliului Științific sunt formularea sugestiilor referitoare la direcțiile de cercetare și a formelor de activitate științifică a REMS, recenzarea proiectelor cu caracter științific, reprezentarea REMS la conferințe, congrese și ședințe științifice, precum și evaluarea activității științifice a REMS. Membrii:
- Prof. Attila Pók, Ungaria (președinte a consiliului științific)
- Prof. Peter Haslinger, Germania
- Prof. Constantin Hlihor, România
- Viliam Jablonický, Slovacia
- Prof. Csaba Gy. Kiss, Ungaria
- Prof. Róbert Letz, Slovacia
- Prof. Andrzej Nowak, Polonia
- Prof. Dariusz Stola, Polonia
- Acad. Răzvan Theodorescu, România
- Prof. Stefan Troebst, Germania
- Dr Oldřich Tůma, Republica Cehă